# Польська підгалянська вівчарка

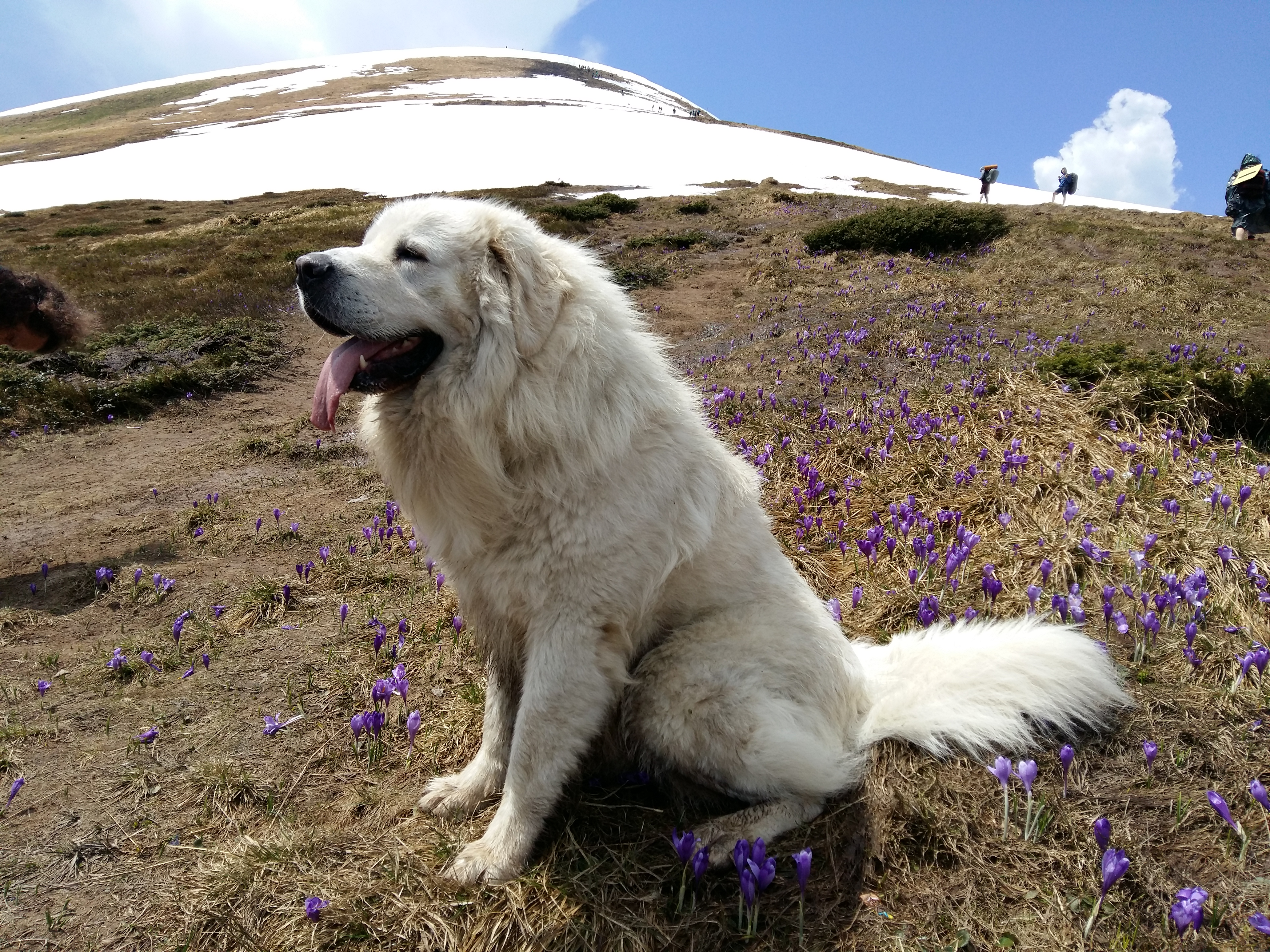
Підгалянська Вівчарка в умовах ландшафту, наближеного до того, який був звичним для пращурів цих собак. Гора Говерла, Чорногірський хребет Карпат

Польська підгалянська вівчарка (пол. Owczarek podhalański) — пастуша порода собак, яка походить з польського регіону Підгалля

## Походження і назва породи
Перша згадка про білих вівчарських собак у Підгальському регіоні з'являється у праці «Oeconomia ruralis et domestica» авторства Йохана Колера у сімнадцятому сторіччі. Там, також, є інформація про те, що колись ці собаки не виконували суто вівчарських функцій — їх тримали, щоб захищати стадо від вовків і злодіїв.
Перший опис, присвячений Підгалянській Вівчарці, був зроблений в 1938 році В. Віландом, який назвав Підгалянську Вівчарку «гірською вівчаркою», а назву запозичив у слов'янських пастухів, які мешкали в районі Бескидів. Віланд був першим іноземцем, який описав цю породу в дисертації «Різновиди сторожових собак у Польщі». У цій праці автор пише: «У Карпатах і Татрах живуть білі вівчарки, які, безперечно, пов'язані з угорським Кувасем. Час від часу племінний матеріал обмінюється між собаками, які мешкають на польській та словацькій стороні кордону».
У своїй дисертації Віланд також додає фотоматеріали, які були підписані як «собаки типу Кувас з гір Татри». Інший дослідник Іван Стухлі вважав, що загалом європейські вівчарки є віддаленими нащадками тибетських собак, які поступово мігрували до різних районів Європи.
Підгалянська Вівчарка — дуже стара регіональна порода. В результаті селекції отримали білих, великих, стійких та сміливих собак, що характеризуються здатністю працювати самостійно. Тварин розводили в географічній ізоляції в Татрах як на словацькій, так і на польській стороні гір. Однак слід мати на увазі, що порода, в сучасному розумінні, не була виведена суто селекційним методом. Вважається, що особливо гарні собаки походили з околиць словацького регіону Ліптов, звідси їх регіональна назва — Ліптак. Ця назва була особливо поширена серед мешканців гір. Вони вважали, що найкращих собак можна знайти на південь від Татр у Словаччині, і якщо вівчарям були потрібні хороші робочі собаки, вони вирушали за ними до Словаччини.
Щодо сучасної назви породи, то «Підгаланська» вказує на регіон в Польщі, звідки походить цей собака, а саме з Підгальського плато, передгір'я Татр.
Однак, до офіційного затвердження назви породи, яке відбулося в 1937 році, порода мала відразу декілька часто використовуваних назв, зокрема: «Вівчарка Татранська», «Вівчарка Гірська», «Ліптак» та «Вівчарка Підгалянська». Комісія ухвалила рішення затвердити саме останній варіант. За межами Польщі, як правило, використовується назва «Татранська Вівчарка».

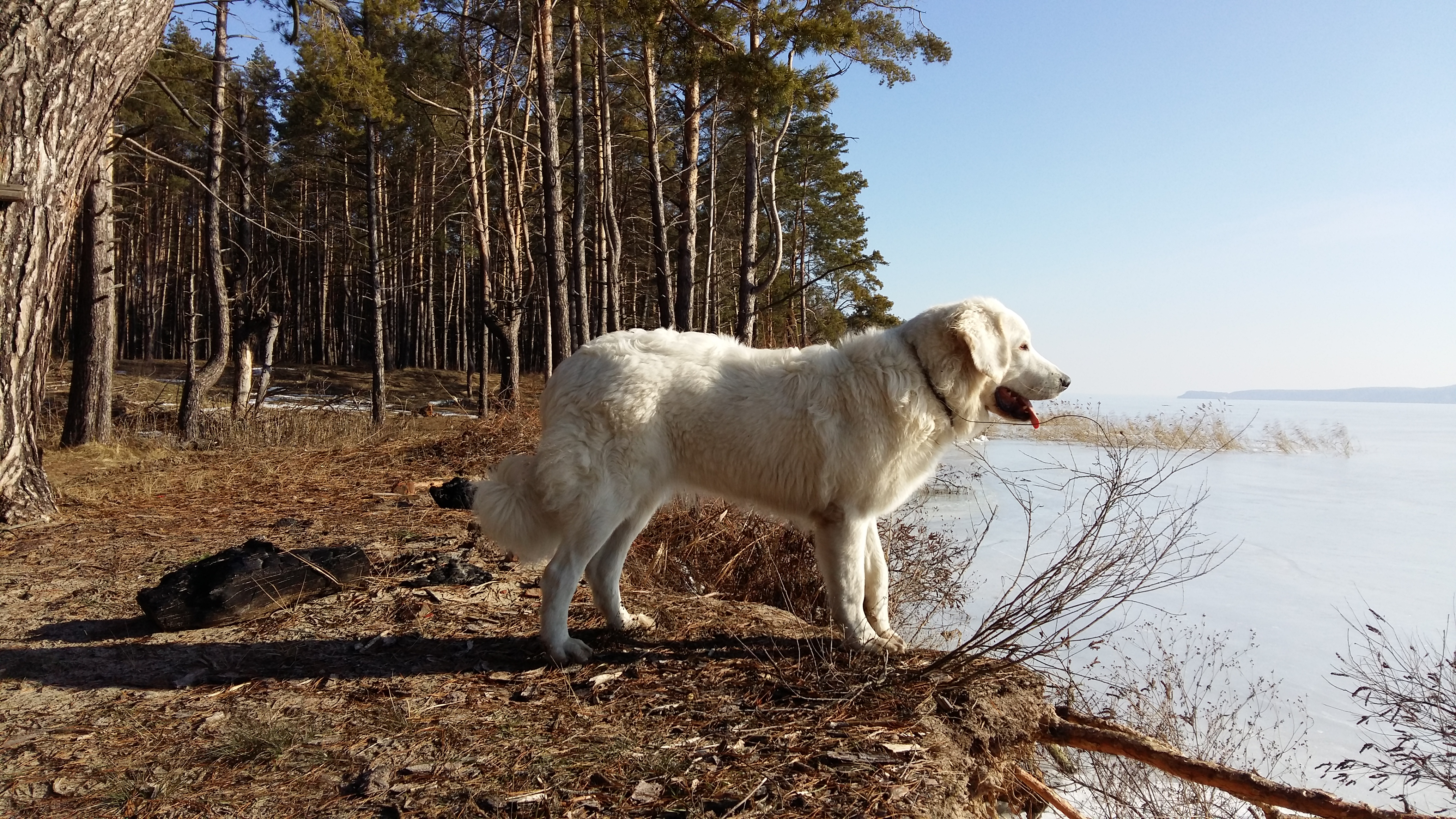
Молода сука Підгалянської Вівчарки

## Формування стандарту породи
Контрольоване розведення почалося приблизно з 1920 року. Після закінчення Першої світової війни, на хвилі підтримки й утвердження всього національного, Польська Армія, Польська Асоціація Чистокровних Собак та Асоціація Любителів Службових Собак зацікавилися Підгалянською Вівчаркою. На початку 1930-х років собак також почали розводили за межами природного ареалу, особливо у Варшаві та Львові. Перша виставка Підгалянських Вівчарок відбулася в вересні 1937 року. На виставці були представлені 70 дорослих собак та 30 цуценят різного віку, 18 із виставлених собак отримали дуже хороші оцінки та отримали книги родоводу.
Собак оцінив професор Кирил Трибульський, любитель породи, який розробив проєкт стандарту породи. Саме під час цієї події відбулася дискусія щодо того, яку назву має отримати «велика біла вівчарка» з Підгалля. У цей час стає очевидним розмежування між вівчаркою Ліптовською (Словацький Чувач) та Підгалянською Вівчаркою. В Міжнародній Кінологічній Асоціації порода була зареєстрована в 1963 році (FCI-252.

## Призначення породи
Підгалянська Вівчарка є типовим представником великих вівчарських собак, основним завданням яких було охороняти стада від хижаків та грабіжників. Крім того, Підгалянські Вівчарки, працювали при випасі тварин, допомагали вівчарям шукати загублених тварин, виганяли стада та охороняли хатини та будинки пастухів. Для них характерна здатність працювати самостійно. Вищезазначені завдання визначали психіку Підгальських Вівчарок, які, як правило, спокійні, але при цьому пильні, розумні, хоробрі і, якщо потрібно, негайно вживають оборонні дії. Захищаючи свою зграю, місцевість або навіть людину, вони безкомпромісні й не знають страху. Тому вважалося, що Підгалянських Вівчарок слід використовувати насамперед для традиційного випасу тварин як їх опікуна і захисника, який захищає стада, довірені йому під варту. Підгалянська Вівчарка впродовж кількох століть допомагала вівчарям у випасі овець. Зараз Підгалянських Вівчарок переважно використовують як собак охоронців.

## Психіка та темперамент

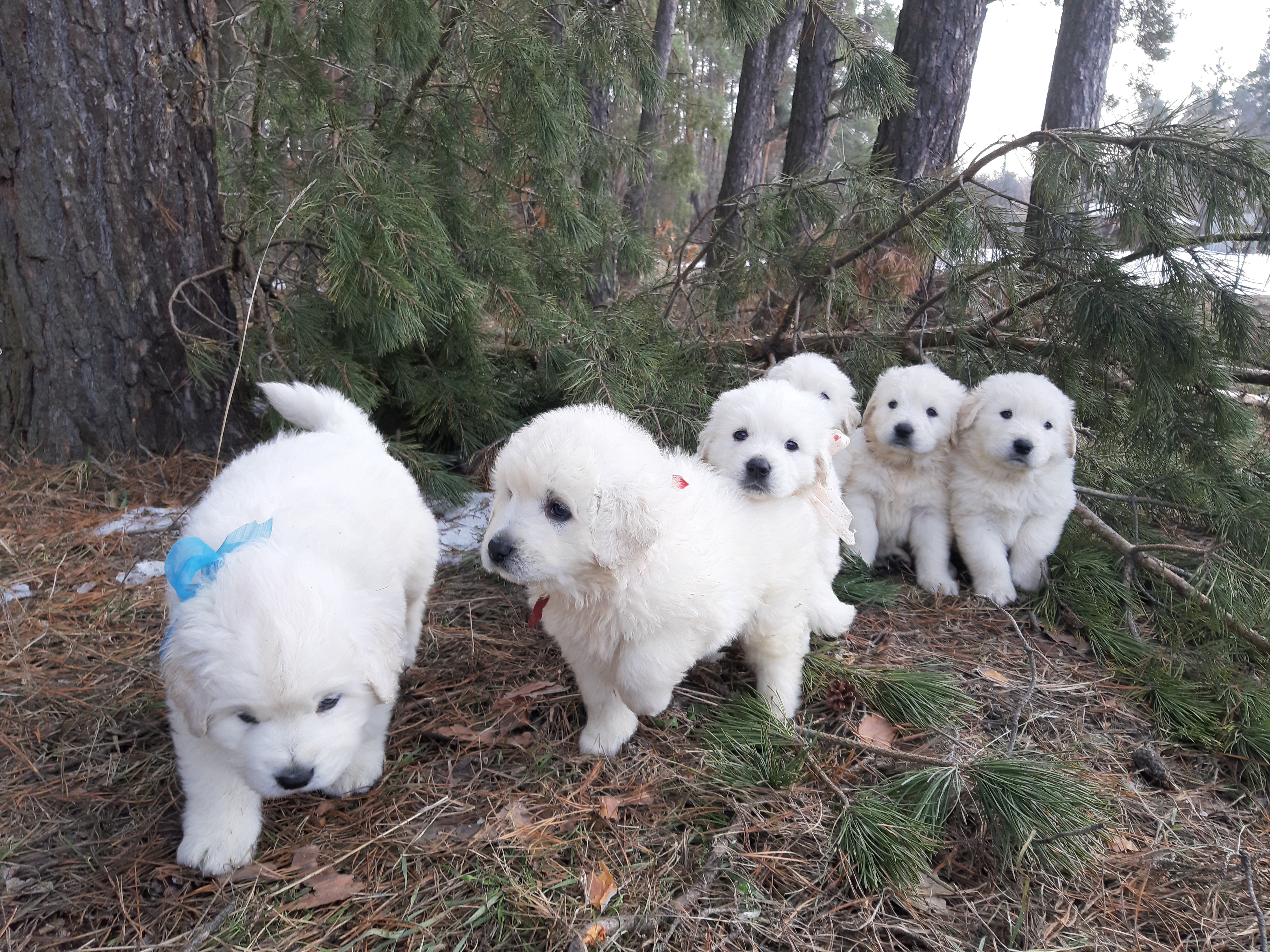
Цуценята Підгалянської Вівчарки

Підгалянська вівчарка — собака пастуша та охоронна, яка характеризується здатністю самостійно працювати. Підгалянські Вівчарки пильні й достатньо витримані при провокуванні, але вони рішучі і без роздумів здіймають галас. Ніжні та доброзичливі до людей і тварин, яких вони знають, вони не довіряють незнайомцям, на своїй території вони ставляться до невідомих людей і тварин як до загрози, з якою вони можуть зіткнутися. Завдяки психологічним особливостям, високому інтелекту та навичкам спостереження, Підгалянських вівчарок можна легко навчити виконувати завдання пастуха та охоронця. Якщо їх змушують поводити себе так, що це суперечить їхній природній поведінці, особливо із застосуванням крику чи фізичного насильства, вони відмовляються виконувати вимоги.  Стихія цієї породи — робота на свіжому повітрі. Підгалянська вівчарка — велика собака з рясною шерстю. Собаки цієї породи інколи можуть бути галасливими. Суки галасливіші й збудливіші, ніж кобелі. Тренувати Підгалянську вівчарку може бути непросто через її впертість та силу.

## Шерсть та колір
Шерсть у цієї породи рясна, щільна, жорстка на дотик, має щільний підшерсток. На шиї є багатий «рюш» і щедрі «штани» на стегнах. Хвіст дуже волосистий і пухнастий. Хутро міняється щороку. Колір шерсті чисто білий. Собака має лише чорний ніс і губи, також повинні бути темні облямівки очей.
Шерсть цієї породи має властивості самоочищення. Сильно забруднений собака очищає себе досить легко. Ця особливість пояснюється вмістом в шерсті ланоліну, який захищає собак від води, холоду, комах та бруду.